# Feed the Machine
| Оценки критиков | Оценки критиков |
| Источник        | Оценка          |
| --------------- | --------------- |
| AllMusic        | [ 1 ]           |
| CrypticRock     | [ 2 ]           |

Feed the Machine (с англ. — «Накормить машину») — девятый студийный альбом канадской рок-группы Nickelback, вышедший 16 июня 2017 года и ставший первым релизом группы на лейбле BMG Entertainment.

## Подготовка и выпуск
Первый сингл альбома «Feed the Machine» был выпущен 1 февраля 2017 года. Второй сингл «Song On Fire» был выпущен 28 апреля 2017 года. Третий сингл «Must Be Nice» был выпущен 6 июня 2017 года.

## Турне
После выпуска альбома No Fixed Address в 2014 году группа отменила большинство своих выступлений из-за болезни фронтмена группы Чеда Крюгера, который должен был сделать операцию, чтобы удалить кисту на голосовых связках. 23 июня, после выхода Feed the Machine, группа отправилась в турне по Северной Америке вместе с Daughtry, Shaman’s Harvest и Cheap Trick.

## Список композиций
| №                   | Название                              | Автор(ы)                                                  | Длительность |
| ------------------- | ------------------------------------- | --------------------------------------------------------- | ------------ |
| 1.                  | «Feed The Machine»                    | Чед Крюгер Райан Пик Майк Крюгер                          | 5:02         |
| 2.                  | «Coin For The Ferryman»               | Чед Крюгер                                                | 4:50         |
| 3.                  | «Song On Fire»                        | Чед Крюгер Райан Пик Хэйли Уорнер Сти Джонс Райан Спракер | 3:50         |
| 4.                  | «Must Be Nice»                        | Чед Крюгер                                                | 3:42         |
| 5.                  | «After The Rain»                      | Чед Крюгер Али Тампози                                    | 3:34         |
| 6.                  | «For The River»                       | Чед Крюгер                                                | 3:28         |
| 7.                  | «Home»                                | Чед Крюгер                                                | 3:52         |
| 8.                  | «The Betrayal (Act III)»              | Чед Крюгер Райан Пик Дэниел Адэр                          | 4:20         |
| 9.                  | «Silent Majority»                     | Чед Крюгер Райан Пик                                      | 3:52         |
| 10.                 | «Every Time We’re Together»           | Чед Крюгер Джо Николс                                     | 3:52         |
| 11.                 | «The Betrayal (Act I)» (instrumental) | Райан Пик                                                 | 2:42         |
| Общая длительность: | Общая длительность:                   | Общая длительность:                                       | 43:04        |

## Участники
Nickelback
- Чед Крюгер — вокал, гитара
- Райан Пик — гитара, клавишные, бэк-вокал
- Майк Крюгер — бас-гитара, бэк-вокал
- Дэниел Адэр — ударные, бэк-вокал

Другие музыканты
- Нуно Беттанкур — гитарное соло в «For The River»

Производство
- Крис Бейсфорд — продюсер (2, 3, 6, 9, 11)
- Крис Лорд-Алдж — микширование (1, 5, 7, 10)
- Рэнди Стаб — микширование (4, 8)
- Тед Дженсен — мастеринг

## Коммерческий успех
Feed the Machine дебютировал на позиции № 5 в американском хит-параде Billboard 200 с тиражом 47 000 альбомных эквивалентных единиц, из которых 43 000 составили истинные альбомные продажи.

## Чарты
| Чарт (2017)                                   | Высшая позиция |
| --------------------------------------------- | -------------- |
| Австралия (ARIA)                              | 3              |
| Бельгия/Фландрия (Ultratop)                   | 16             |
| Бельгия/Валлония (Ultratop)                   | 43             |
| Канада (Canadian Albums Chart)                | 2              |
| Нидерланды (Album Top 100)                    | 16             |
| Финляндия (Suomen virallinen lista)           | 18             |
| Германия (Offizielle Top 100)                 | 6              |
| Ирландия (IRMA)                               | 57             |
| Italian Albums (FIMI)                         | 12             |
| New Zealand Albums (RMNZ)                     | 4              |
| Норвегия (VG-lista)                           | 10             |
| Шотландия (Scottish Albums Chart)             | 3              |
| Swedish Albums (Sverigetopplistan)            | 6              |
| Великобритания (UK Albums Chart)              | 3              |
| Великобритания (UK Rock & Metal Albums Chart) | 2              |
| США Billboard 200                             | 5              |